# Batu Ferringhi
Batu Ferringhi là một vùng ngoại ô của George Town ở Penang, Malaysia. Nằm dọc theo bờ biển phía bắc của đảo Penang và khoảng 11 km (6,8 mi) về phía tây bắc của trung tâm thành phố, nó là điểm đến bãi biển chính ở Penang giữa người dân địa phương và khách du lịch. Để phục vụ cho dòng khách du lịch, một số khách sạn cao tầng lớn đã được thiết lập dọc theo bãi biển dài 4 km (2,5 dặm), bao gồm cả Hard Rock Hotel.
Các khu nghỉ mát bãi biển dọc theo Batu Ferringhi cũng cung cấp nhiều hoạt động thể thao dưới nước khác nhau, chẳng hạn như dù lượn. Vào một ngày đẹp trời, người ta có thể có được một cái nhìn đẹp như tranh vẽ về Biển Andaman và Núi Jerai, nằm trong bang Kedah lân cận. Ngoài ra, Batu Ferringhi nổi tiếng với chợ đêm cung cấp nhiều loại hàng hóa và thức ăn đường phố.
Đã có hoạt động của con người trong Batu Ferringhi sớm nhất là năm 1592, khi một người Anh, Sir James Lancaster, đến và bắt đầu cướp bóc các tàu khác xung quanh đảo Penang. Tuy nhiên, đối với phần lớn lịch sử gần đây của nó, Batu Ferringhi là một ngôi làng yên tĩnh, cho đến khi đô thị hóa khu vực bắt đầu vào những năm 1970.
Do vị trí của nó dọc theo bờ biển phía bắc của đảo Penang, Batu Ferringhi bị ảnh hưởng nặng nề bởi Động đất và sóng thần Ấn Độ Dương 2004.

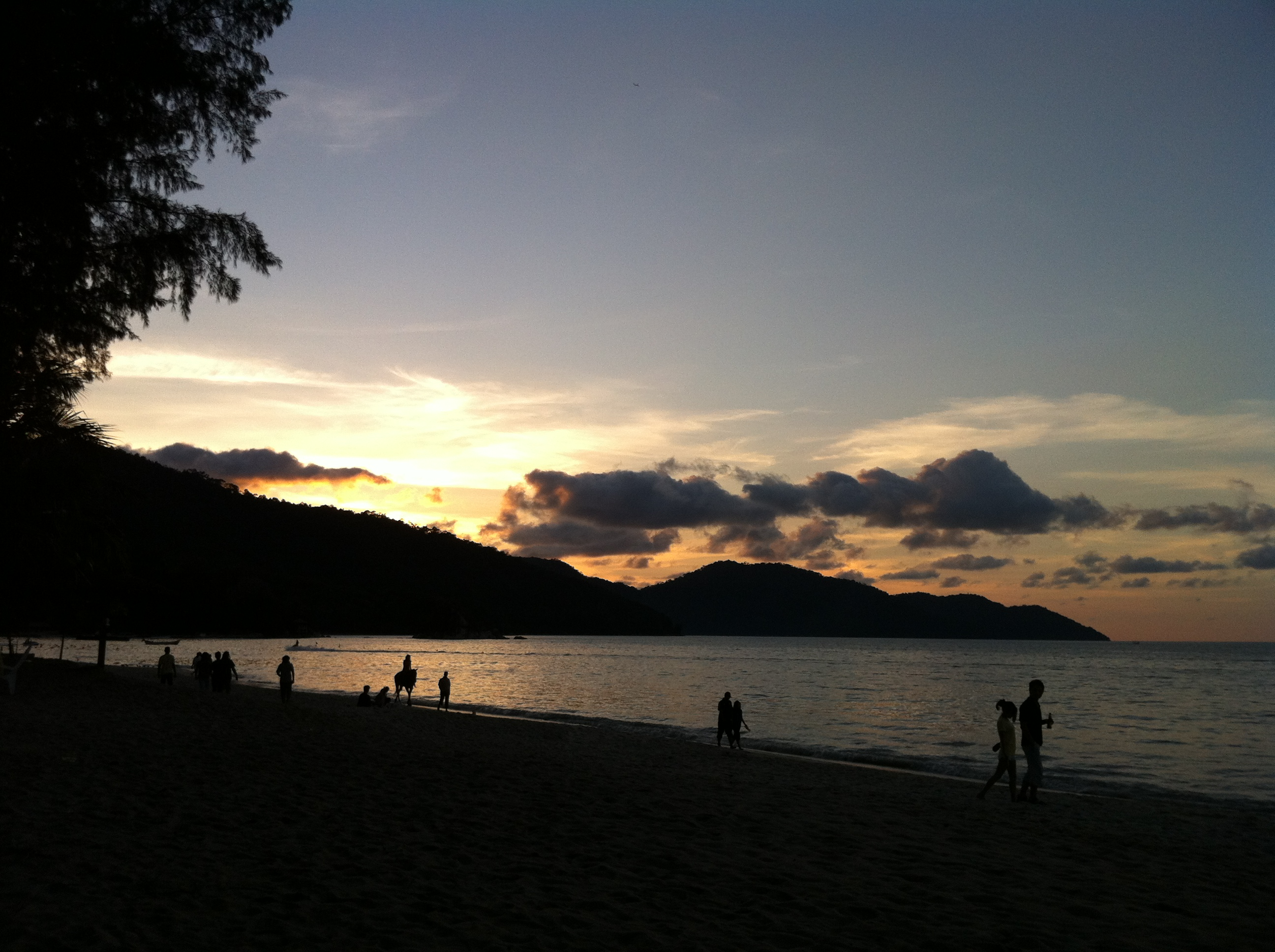
Hoàng hôn ở Batu Ferringhi

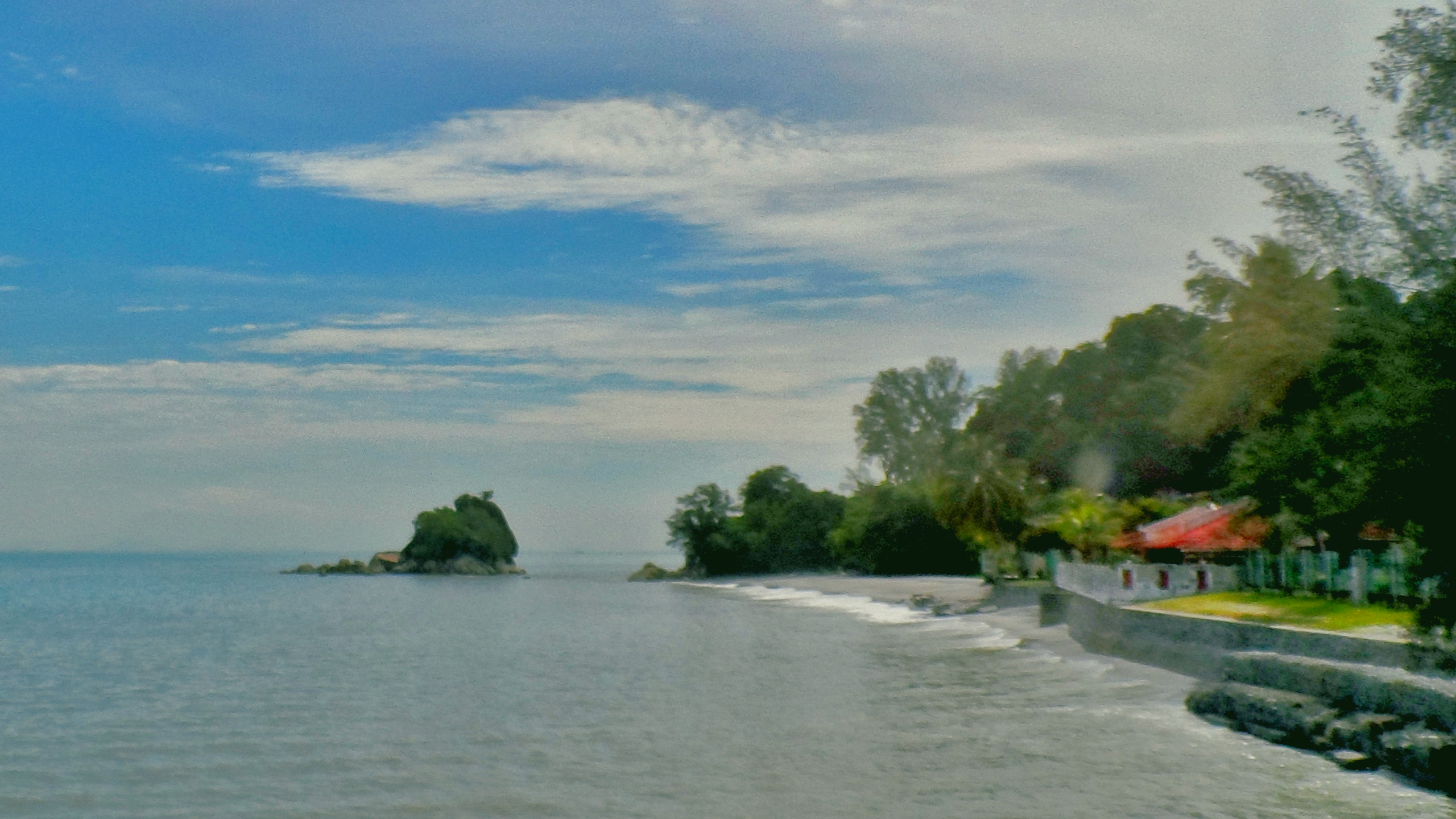
Lovers 'Isle ngoài khơi Batu Ferringhi

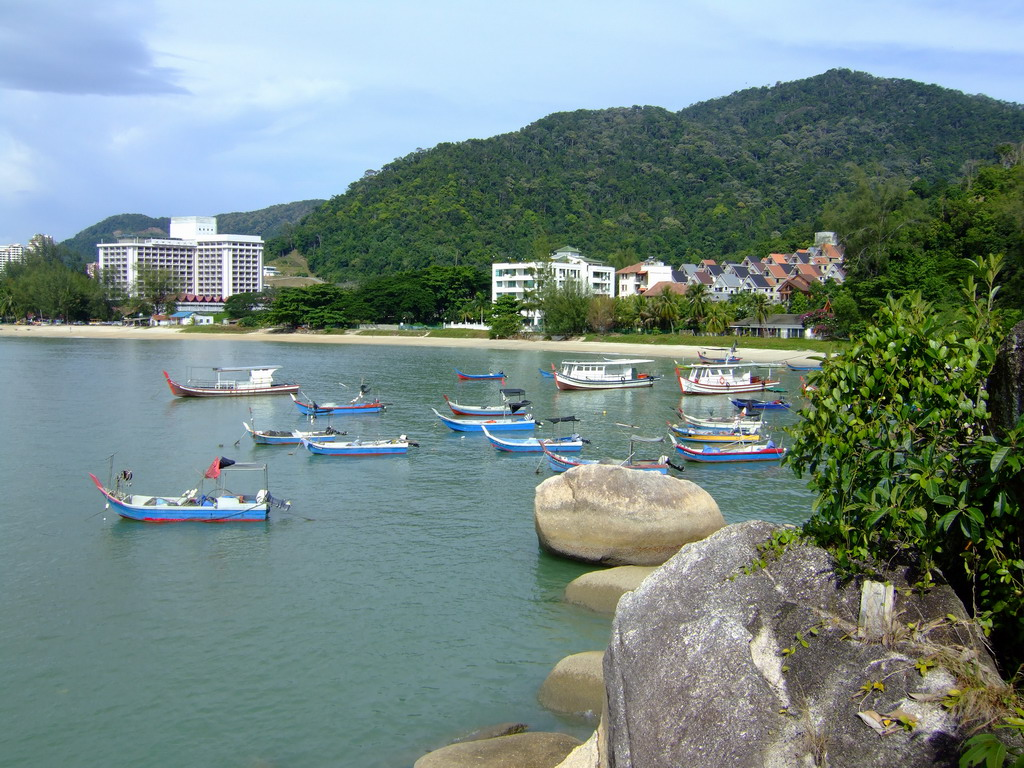
Các bãi biển của Batu Ferringhi, xen kẽ bởi các mỏm đá

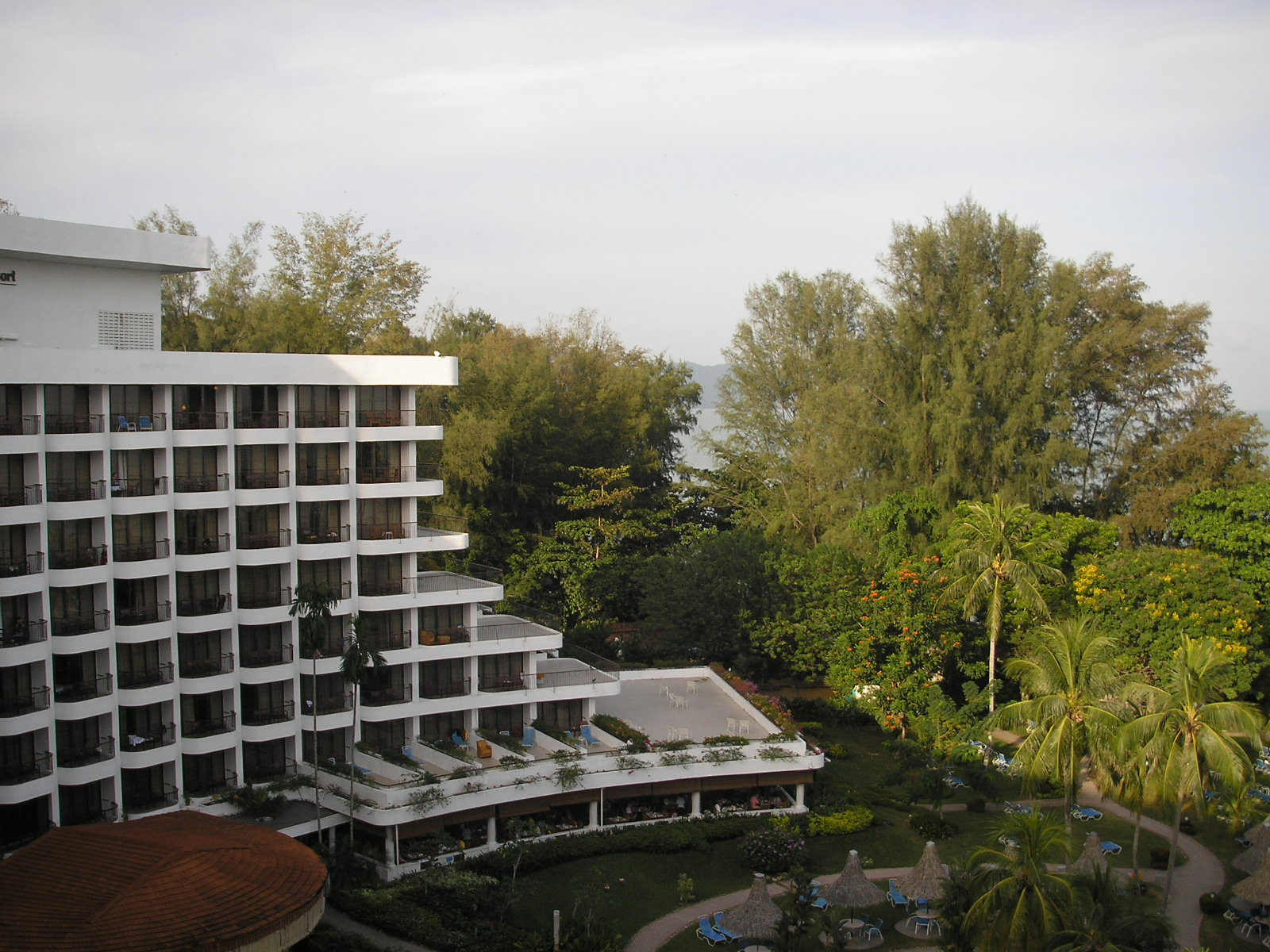
Khu nghỉ mát Golden Sands tại Batu Ferringhi

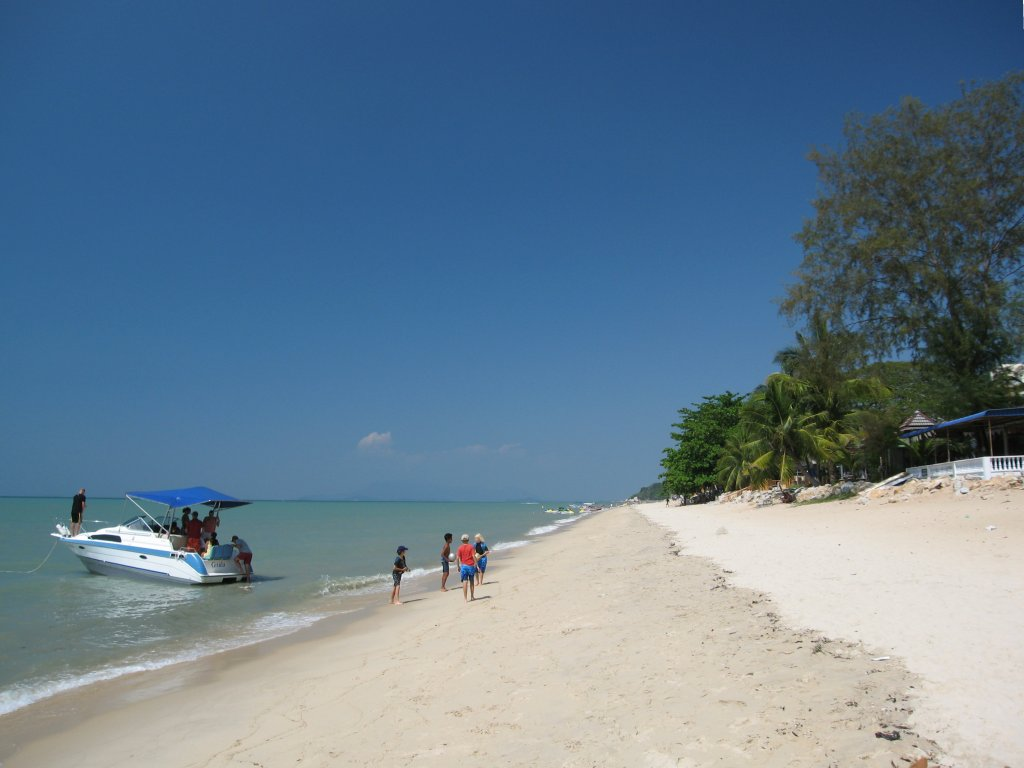
Một bãi biển ở Batu Ferringhi

## Tên gọi
Từ Ferringhi ban đầu là một thuật ngữ tiếng Mã Lai cho một người gốc Bồ Đào Nha, nhưng cuối cùng đã biểu thị tất cả người phương Tây. Nó, lần lượt, bắt nguồn từ tiếng Ả Rập ferringi, cũng được sử dụng ở Trung Đông và châu Phi để có nghĩa là một người nước ngoài từ phương Tây.
Do đó, Batu Ferringhi có nghĩa là nơi mà người phương Tây đã đến bờ, với từ batu của Malay (nghĩa là đá) đề cập đến bờ biển đá của khu vực cụ thể này.

## Lịch sử
Batu Ferringhi lần đầu tiên được khám phá vào năm 1592, khi Sir James Lancaster, một người Anh, đã lên bờ tại khu vực đặc biệt này. Điều này đã khiến Lancaster trở thành người châu Âu đầu tiên tiếp cận Đảo Penang. Sau khi lên bờ trên tàu Edward Bonaventure, Lancaster và thủy thủ đoàn của ông tiến hành cướp bóc tất cả các tàu họ gặp phải trong bốn tháng tới.
Sự đô thị hóa của Batu Ferringhi chỉ bắt đầu vào những năm 1970. Điều này liên quan đến việc xây dựng một số khách sạn dọc theo bãi biển, thu hút người dân địa phương và khách du lịch. Căn hộ cao cấp ngay sau đó, cung cấp tầm nhìn tuyệt đẹp ra biển nhìn ra Bán đảo Mã Lai. Tuy nhiên, những phát triển này đã không đến mà không có vấn đề, chẳng hạn như chất lượng nước biển xấu đi đã dẫn đến sự phá hoại của sứa xung quanh Batu Ferringhi.
Batu Ferringhi là một trong những khu vực bị ảnh hưởng nặng nhất trong trận sóng thần Ấn Độ Dương năm 2004 và cuối cùng đã tuyên bố tổng cộng 52 người ở Penang.
Vào năm 2009, Hard Rock Hotel đã khai trương chi nhánh Penang tại Batu Ferringhi, bổ sung vào danh sách các khách sạn lớn đã nằm trong khu vực ngoại ô.